# هر چه که ممنوع نباشد آزاد است

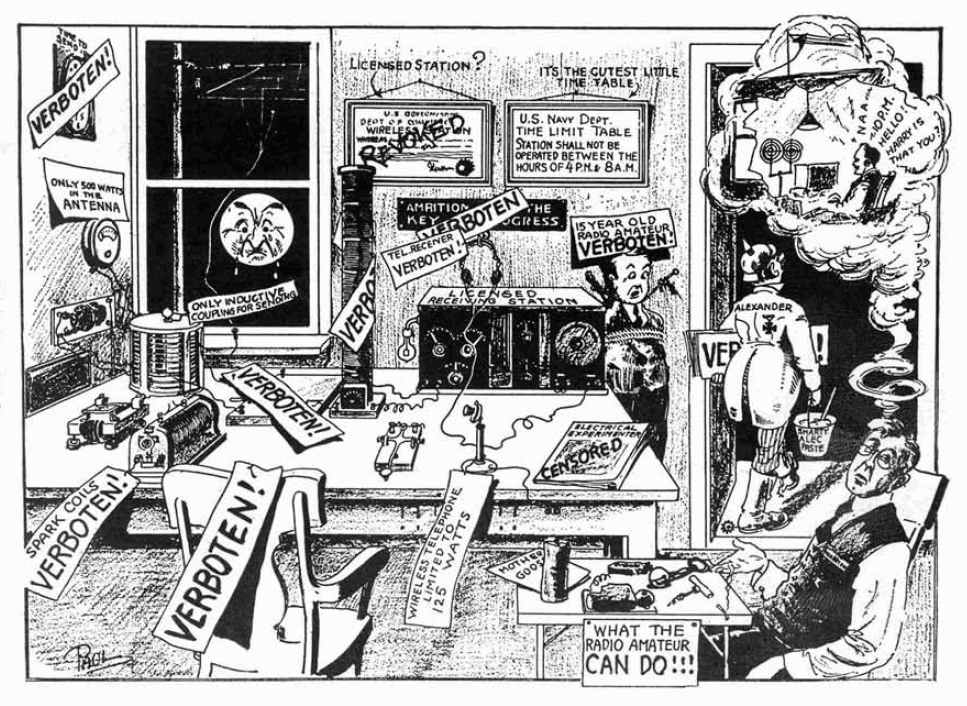
کاریکاتوری در مجلۀ آزمایشگر الکتریکی (The Electrical Experimenter) هوگو گرنسبک که قوانینی را پیشنهاد می‌کند تا رادیو را در انحصار نیروی دریایی ایالات متحدۀ آمریکا قرار دهد.

هر چه که ممنوع نباشد مجاز است (به انگلیسی: Everything which is not forbidden is allowed) یک اصل حقوقی است. مفهوم این اصل بدین معنی است که هر اقدامی را می‌توان انجام داد مگر اینکه قانونی علیه آن وجود داشته باشد. همچنین در برخی شرایط به عنوان قدرت عمومی شایستگی شناخته می‌شود که به موجب آن تشخیص داده می‌شود که نهاد یا شخص تحت نظارت در مورد دامنۀ عمل خود قضاوت شایسته‌ای دارد.
اصل مخالف هر چه که مجاز نیست ممنوع است بیان می‌کند که فقط در صورتی می‌توان کاری را انجام داد که آن کار به طور خاص مجاز باشد.
یک قاضی ارشد انگلیسی، سر جان لاوز، این اصول را چنین بیان کرده است: "برای هر فرد شهروند، هر چه که ممنوع نیست مجاز است؛ اما برای نهادهای عمومی و به‌ویژه دولت، هر چه که مجاز نیست ممنوع است." فیلسوف حقوق اوتا واینبرگر اینگونه بیان می کند: "در یک سیستم بسته که در آن تمام تعهدات به صراحت بیان شده است، قوانین استنتاج زیر معتبر است: (۱۱) هر چه که ممنوع نیست مجاز است".

## قوانین داخلی

### جمهوری چک
در بند ۲ و ۳ مادۀ ۲ قانون اساسی چک به ترتیب آمده است:
(۲) قدرت دولت در خدمت همۀ شهروندان است و فقط در مواردی، با محدودیت‌ها و به‌واسطۀ استفاده‌هایی که در قانون معین می‌شود قابل اعمال است. (3) هر شهروندی می‌تواند هر کاری را که توسط قانون منع نشده انجام دهد و هیچ کس را نمی‌توان به انجام کاری که در قانون لازم نیست مجبور کرد.
همان اصول در منشور حقوق چک، مادۀ ۲ نیز تکرار شده است.

### آلمان
در رابطه با حقوق آلمان، استدلالی که اغلب یافت می‌شود این است که یک ساختار حقوقی تا زمانی که قانون وجود آن را بیان نمی‌کند قابل اجرا نیست -حتی اگر قانون به صراحت بیان نکرده باشد که آن ساختار وجود ندارد. مثالی برای این موضوع «مالکیت مضاعف» (Nebenbesitz تصرف غیرمستقیم یک حق توسط بیش از یک نفر) است که توسط دادگاه‌های آلمانی رد شده است با این استدلال که مادأ ۸۶۸ قانون مدنی، که تملک غیرمستقیم را تعریف می‌کند، نمی‌گوید که ممکن است دو نفر دارای مالکیت باشند. با این حال، مادۀ ۲(۱)  قانون اساسی آلمان از آزادی عمل کلی (Allgemeine Handlungsfreiheit) محافظت می‌کند، چنانکه به عنوان مثال به وسیلۀ حکم دادگاه قانون اساسی فدرال معروف به «سوار در جنگل» (به آلمانی: Reiten im Walde؛ BVerfGE 80, 137) نشان داده شده است.

### انگلستان
در بریتانیا، دکترین رام یک دکترین قانون اساسی سابق است که بر اساس یادداشت تفاهم ۱۹۴۵ توسط گرانویل رام مبتنی شده است. در بخشی از آن آمده است:
یک وزیر تاج در جایگاه یک شرکت قانونی نیست. یک شرکت قانونی (اعم از اینکه توسط یک قانون موضوعۀ خاص به عنوان مثال، یک شرکت راه آهن تشکیل شده باشد، یا بر اساس قوانین شرکت‌ها مانند یک شرکت معمولی تشکیل شده باشد) به طور کامل موجودیتی قانونی است و هیچ اختیاری ندارد مگر آنهایی که توسط قانون یا بر اساس آن به او اعطا شده است، اما وزیر تاج، حتی اگر ممکن است قانونی وجود داشته باشد که انتصاب او را مجاز کرده باشد، موجودیتی قانونی نیست و می‌تواند به‌عنوان نمایندۀ تاج، هر قدرتی را که ولیعهد قدرت اعمال آن را دارد، اعمال کند، مگر در مواردی که طبق قانون از انجام آن منع شده باشد. به عبارت دیگر، در مورد یک ادارۀ دولتی، باید به اساسنامه نگاه کرد تا ببیند چه کارهایی ممکن است انجام ندهد، نه اینکه در مورد یک شرکت ببینیم چه کارهایی ممکن است انجام دهد.
این دکترین همچنین در قوانین هالسبری انگلستان (البته نه به صراحت با نام) و دفترچۀ راهنمای کابینه ذکر شده است.
در پاسخ به وزیر بهداشت، ex parte C [2000] 1 FLR 627، مشخص شد که علیرغم این واقعیت که وزارت بهداشت (که در آن زمان این‌چنین نامیده می‌شد) هیچ اختیار قانونی برای نگهداری پایگاه دادۀ منتشرنشده اما (توسط کارفرمایان در زمینه مراقبت از کودکان) مورد مشورت قرارگرفته ندارد، انجام این کار غیرقانونی نبوده است.
بررسی قضایی دی اسمیت این دکترین را نقض می‌کند و گزارش کمیته قانون اساسی مجلس اعیان در سال ۲۰۱۳ نشان می‌دهد که یادداشت رام تصویری دقیق از قانون امروزی نیست و عبارت "دکترین رام" نادرست است و دیگر نباید استفاده شود.

#### مقامات محلی در انگلستان
اصل معکوس - "هر چیزی که مجاز نیست ممنوع است" - برای مقامات دولتی در انگلستان اعمال می شد که اقدامات آن‌ها محدود به اختیاراتی بود که به صراحت توسط قانون به آن‌ها اعطا شده بود. محدودیت‌ها بر مقامات محلی توسط قانون محلی‌گرایی در سال ۲۰۱۱ برداشته شد که به مقامات محلی «قدرت کلی شایستگی» اعطا می‌کند.

#### دنیاگیری ویروس کرونا
بر اساس گزارش‌ها مت هنکاک، وزیر بهداشت در مارس ۲۰۲۱، در پاسخ به بیماری کروناویروس ۲۰۱۹، به نخست‌وزیر بوریس جانسون با عبارات زیر توصیه کرده است که: "ما باید به مردم بگوییم که نمی‌توانند کاری انجام دهند، مگر اینکه صراحتاً توسط قانون مجاز باشد." این توصیه به عنوان یک "پیشنهاد رادیکال" توصیف شده، و گزارش شده که خود هنکاک آن را به عنوان پیشنهادی ناپلئونی توصیف کرده، که سنت بریتانیا را "تغییر" می‌دهد، زیرا در قرنطینه مردم از انجام هر کاری منع می‌شوند، مگر اینکه قانون به طور کلی گفته باشد که می‌توانند آن را انجام دهند. در حالی که موارد فوق صرفاً گزارش شده است، قانون کروناویروس ۲۰۲۰ و صدها قانون فرعی که مطابق با آن قانون محمول بر صحت در انگلستان ایجاد شده، این اصل را در انگلستان لغو کرده است. این موضوع توسط نویسندگان دیگری از جمله آدام واگنر، وکیل مدافع متخصص در حقوق بشر و حقوق عمومی تأیید شده است. لرد سامپشن، قاضی سابق دیوان عالی، در سخنرانی در ۲۷ اکتبر ۲۰۲۰ اظهار داشت که «سهولتی که مردم می‌توانستند برای تسلیم آزادی‌های اساسی که برای وجود ما به‌عنوان موجودات اجتماعی اساسی است، مورد وحشت قرار بگیرند، در مارس ۲۰۲۰ برای من شوکه‌کننده بود.»

### ایالات متحده
در ایالات متحده، محدودیت‌های مشابهی برای مقامات شهری به عنوان پیامد قانون دیلون اعمال می‌شود.

## حقوق بین‌الملل
در حقوق بین‌الملل، این اصل پس از برخورد کشتی بخار لوتوس (S.S. Lotus) در آب‌های بین‌المللی به اصل لوتوس معروف شده است. پروندۀ لوتوس در سال‌های ۱۹۲۶-۱۹۲۷، برای دولت‌های مستقل آزادی ایجاد کرد تا هرطور که می‌خواهند عمل کنند، مگر اینکه تصمیم بگیرند خود را به توافقی داوطلبانه ملزم کنند یا این‌که محدودیتی صریح در حقوق بین‌الملل وجود داشته باشد.

## اصول و قول‌های مشتق‌شده
اصل تمامیت‌خواهی در فیزیک این عبارت را به این صورت تطبیق می دهد: "هر چیزی که ممنوع نیست اجباری است."
رابرت هاین‌لاین در داستان کوتاه "کاونتری" (۱۹۴۰) از عبارت مشابهی برای توصیف یک دولت استبدادی استفاده کرده است: "هر چیزی که اجباری نباشد ممنوع بود".
تی.اچ. وایت در نسخۀ ۱۹۵۸ پادشاه پیشین و آینده شعار یک تپۀ مورچه‌ای را اینگونه توصیف می‌کند: "هر چیزی که ممنوع نیست اجباری است".
یک ضرب المثل شوخی‌آمیز وجود دارد که می‌گوید در انگلستان "هر چه که ممنوع نیست مجاز است"، در حالی که برعکس آن در آلمان، "هر چه که مجاز نیست ممنوع است". این شوخی ممکن است به فرانسه نیز این‌چنین تعمیم یابد که "هر چیزی مجاز است حتی اگر ممنوع باشد".